# ネッド・ラッド

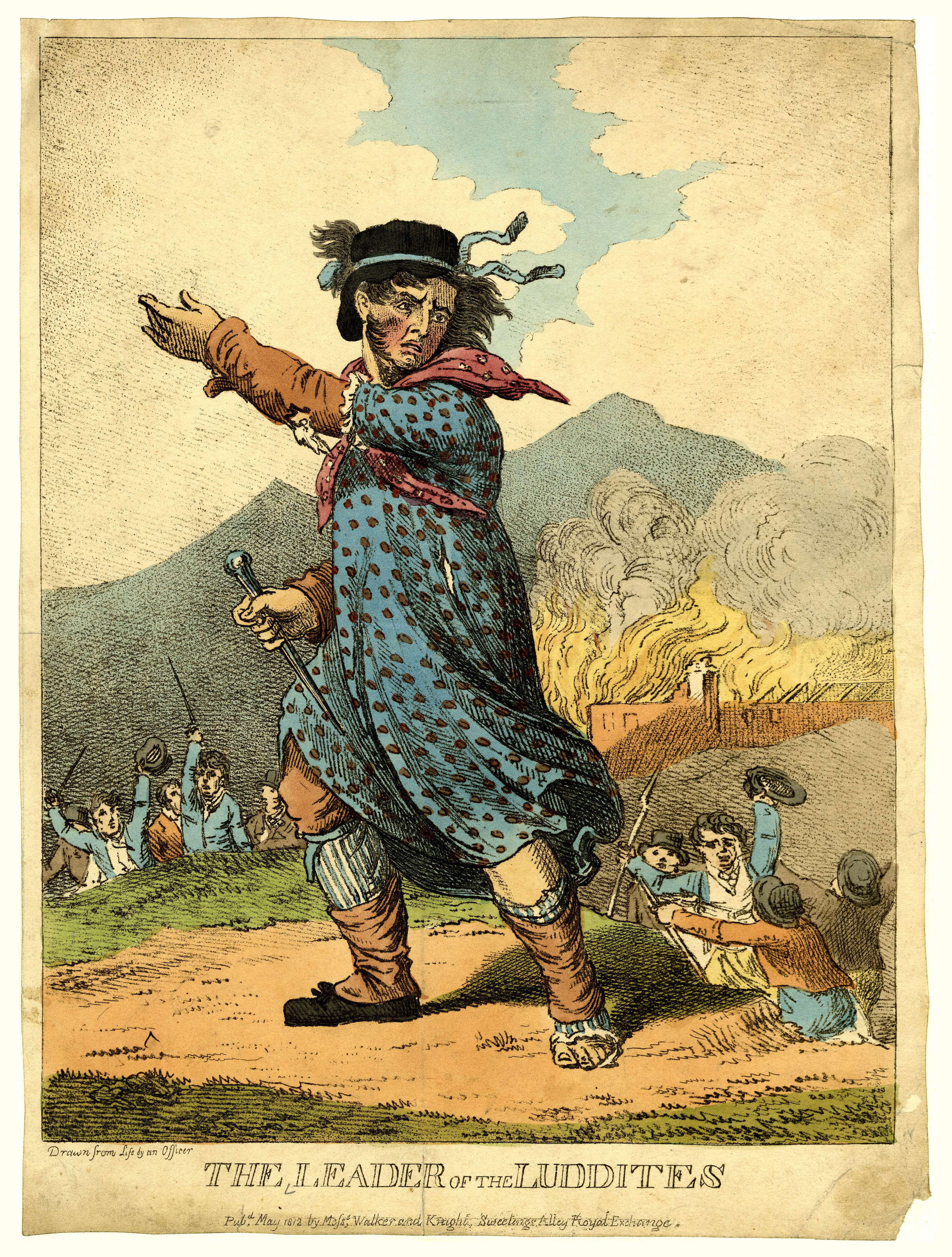
ラッダイト運動を率いるネッド・ラッドを描いた版画（1812年）

ネッド・ラッド（Ned Ludd）は、19世紀初頭にイギリスで起こったラッダイト運動（1811年-1817年頃）において、その名前の由来になったとされる伝説的な人物。実在したとすれば、イングランドのレスター近郊にあるアンスティ出身の織工であったと推定されている。
彼を紹介する逸話によれば、1779年に怒りに任せて靴下編み機2台を破壊したとされる。1810年代に起こった資本制機械工業に反発する機械破壊運動において彼の逸話が紹介されたことで広く認知されるに至り、彼の名にちなんで破壊者たちがラッダイトと呼ばれるようになった。また、そのリーダーらは自らをキング・ラッドやジェネラル・ラッド、キャプテン・ラッドなどと名乗っていた。

## 歴史
推定ではラッドはイングランドのレスター近郊にあるアンスティ出身の織工であったと思われる。1779年に、怠惰を理由にムチで打たれた、もしくは地元の若者たちにからかわれたことに激怒し、靴下編み機2台を破壊した。この逸話は1811年12月20日付の『ノッティンガム・レビュー』の記事にまで遡れるが、実際にあった出来事だと保証する独立した証拠はない。
1811年に出版されたジョン・ブラックナーの著書『ノッティンガムの歴史』には、ラドラム（Ludlam）という名の少年が、織工であった父親に怒られ、ハンマーでその織機を破壊したという異説が紹介されている。
こうした逸話が広まると、織機が破壊されるたびに人々は「ネッド・ラッドがやった」と冗談めかして言うようになった。
1812年になると、工業機械を破壊する群衆が「ラッダイト（Luddites）」と呼ばれるようになり、そのリーダーはキング・ラッドやキャプテン・ラッドを名乗るようになった（ラッダイト運動）。また、彼らの手紙や宣言文の署名にはネッド・ラッドの名が使われていた。